# Харари (регион)
Харари е един от регионите на Етиопия. Разположен е в източната част на страната. Столицата на региона е град Харар. Регионът покрива площ от 334 km², а населението e 232 000 души (по изчисления за юли 2015 г.).
В този регион живее африканският народ Харари. По-голямата част от населението на региона също са африкански народи – Оромо, Амхарци и др. Официалният език в Харари е харарският. По-голямата част от населението са мюсюлмани.